# 菲律賓棒球代表隊
菲律賓棒球代表隊是代表菲律賓參賽的國家棒球隊。參加過許多國際性賽事，包括東南亞運動會、亞洲運動會棒球比賽、世界盃棒球賽。
菲律賓僅有菲律賓業餘棒球協會（Philippine Amateur Baseball Association,PABA）的組織，並無職業棒球隊。

## 歷史
1954年的亞洲棒球錦標賽中，取得第一名的佳績，當時由Viray先發對決臺灣隊，更以完投完封、無安打、16次三振，最終以2：0獲勝，因而寫下歷史紀錄。（當時僅有台灣、日本、南韓、菲律賓這4隊參加，且亞洲棒球總會才剛於同年成立）
但自從1971年第九屆的亞洲棒球錦標賽取得第三名之後，便不曾再打進前三名。
1995年開始降至亞洲區第二級賽事的亞洲盃棒球賽參賽，現已獲得兩面金牌，且排名第四。

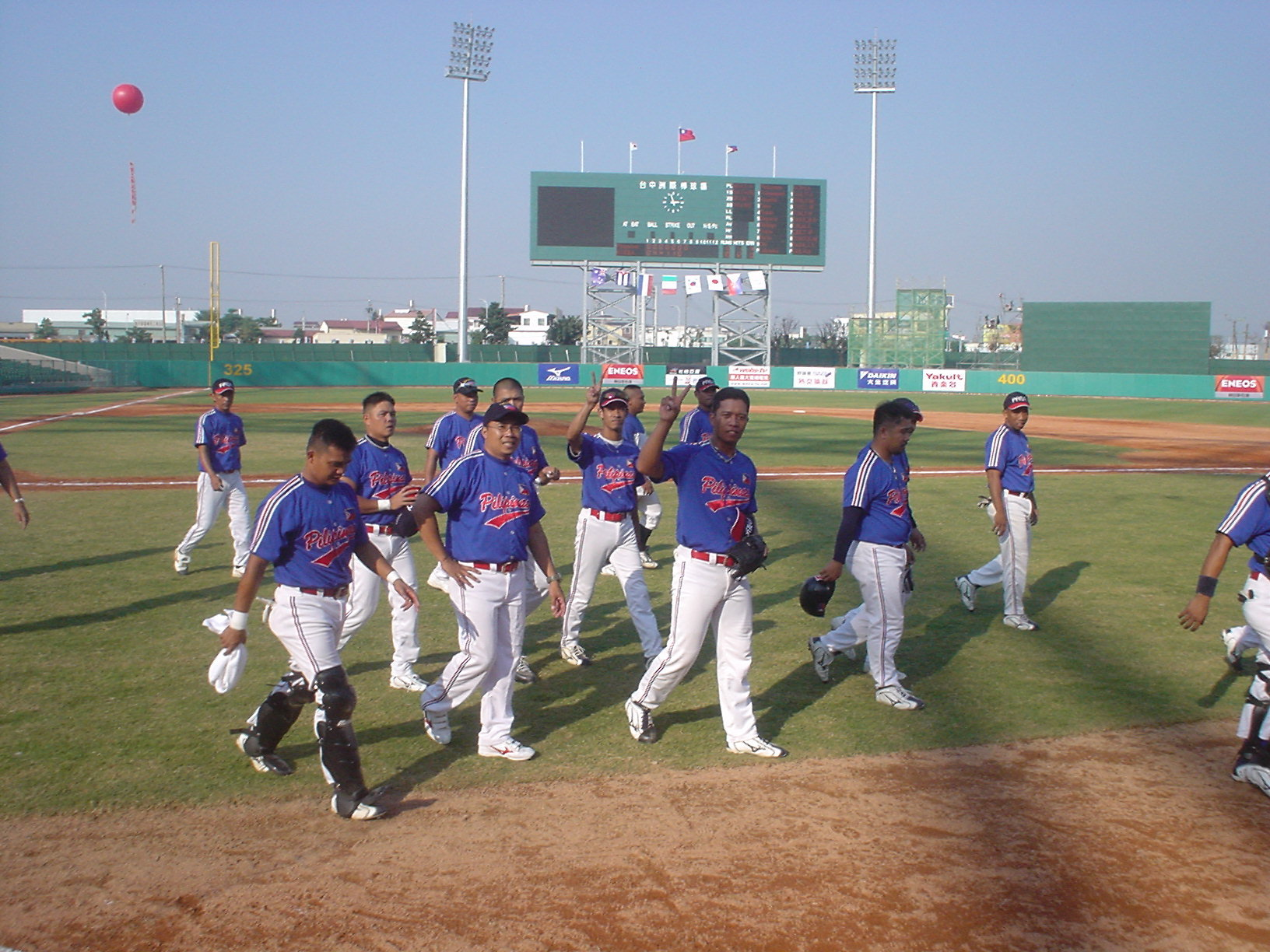
於2006年洲際盃時，菲律賓隊的選手們在結束與南韓比賽後向觀眾揮手致意。(該場比賽菲律賓以0-10輸給南韓)